# Olivier Biffaud
Olivier Biffaud, né le 25 octobre 1951 à Saint-Mandé, est un journaliste français.

## Biographie
Olivier Biffaud est militant trotskiste dans sa jeunesse.
Il sort du Centre universitaire d'enseignement du journalisme (CUEJ) de Strasbourg avec une licence en 1975.
Après des débuts au Quotidien de Paris, il collabore à Liaisons sociales, à France 3, à Forum international, au Matin de Paris, puis à Libération ; il entre au Monde en 1986. Chargé du suivi de l'extrême gauche et des écologistes en 1988, puis de l'extrême droite, il est promu chef adjoint de son service politique (1993-1995) puis envoyé à l'hôtel de Matignon (1995-1996). De 1994 à 1996, sous Jean-Marie Colombani, il préside la Société des rédacteurs du Monde et vice-préside le conseil de surveillance ; il est secrétaire général de la rédaction de 1999 à 2005.
En 2011, il est candidat à la direction de la rédaction du journal et, l'année suivante, dirige Présidentielle 2012, site de France Télévisions rebaptisé dans la foulée Législatives 2012.
Il s'est fait plagier par Joseph Macé-Scaron, lequel lui a fait livrer une caisse de champagne « en dédommagement ».

## Ouvrages
- Avec Laurent Mauduit, La Grande Méprise, Paris, Grasset, 1996, 277 p. (ISBN 2-246-52321-4, présentation en ligne)  — À propos des débuts de la présidence de Jacques Chirac.
- Avec Maurice Kriegel-Valrimont, Mémoires rebelles, Paris, Odile Jacob, 1999, 264 p. (ISBN 2-7381-0632-3, présentation en ligne).